# Opan
Opan (in bulgaro Опан?) è un comune bulgaro situato nella regione di Stara Zagora di 3 012 abitanti (dati 2009). La sede comunale è nella località omonima.

## Località
Il comune è formato dall'insieme delle seguenti località:
- Opan (sede comunale)
- Baštino
- Bjal izvor
- Bjalo pole
- Jastrebovo
- Knjaževsko
- Kravino
- Păstren
- Sredec
- Stoletovo
- Trakija
- Vasil Levski
- Venec